# Dodate Kento
Dodate Kento (土館 賢人 Dodate Kento, sinh ngày 23 tháng 8 năm 1992) là một cầu thủ bóng đá người Nhật Bản. Anh thi đấu cho YSCC Yokohama.

## Thống kê câu lạc bộ
Cập nhật đến ngày 23 tháng 2 năm 2018.
| Thành tích câu lạc bộ | Thành tích câu lạc bộ | Thành tích câu lạc bộ | Giải vô địch | Giải vô địch | Cúp                   | Cúp                   | Tổng cộng | Tổng cộng |
| Mùa giải              | Câu lạc bộ            | Giải vô địch          | Số trận      | Bàn thắng    | Số trận               | Bàn thắng             | Số trận   | Bàn thắng |
| Nhật Bản              | Nhật Bản              | Nhật Bản              | Giải vô địch | Giải vô địch | Cúp Hoàng đế Nhật Bản | Cúp Hoàng đế Nhật Bản | Tổng cộng | Tổng cộng |
| --------------------- | --------------------- | --------------------- | ------------ | ------------ | --------------------- | --------------------- | --------- | --------- |
| 2016                  | Grulla Morioka        | J3 League             | 5            | 0            | 0                     | 0                     | 5         | 0         |
| 2017                  | Grulla Morioka        | J3 League             | 4            | 0            | 0                     | 0                     | 4         | 0         |
| Tổng                  | Tổng                  | Tổng                  | 9            | 0            | 0                     | 0                     | 9         | 0         |